# 2차 가해
2차 가해는 성범죄 등의 피해자에게 특정한 피해사실을 근거로 피해자를 모욕하거나 배척하는 행위이다. 넓은 의미로는 피해자들에게 민감하지 못한 태도로 피해자를 탓하여 피해자가 정신적 충격에 시달리게 하는 것을 말한다.
학술적으로는 2차 피해 또는 2차 피해자화(영어: secondary victimization)라는 용어가 먼저 쓰여 왔다. 1984년 범죄학자 J. E. 윌리엄스는 2차 피해를 ‘성범죄 피해자를 대상으로 한 부정적인 처우’라 정의했다. 그 뒤 2차 피해라는 용어는 가정폭력이나 아동폭력에 관해 쓰이기도 했지만 주로 성폭력에 대해 쓰였다. 한국성폭력상담소 소장 이미경은 2차 피해를 ‘사건이 일어난 이후에 사법기관, 의료기관, 가족, 친구, 언론 등에서 보이는 피해자에 대한 부정적인 반응으로 인해 피해자가 입는 정신적, 사회적, 경제적 불이익이나 피해자 스스로 심리적인 고통을 겪는 것’이라고 정의했다. 2차 피해가 피해자에 초점을 맞추는 용어인 것과 달리, 2차 가해는 그 피해를 주는 행위자에게 초점을 맞춤으로써 ‘2차 가해자’에 대한 강력한 제재를 가능케 하는 용어로 제안되었다.